# Пьер Аманьё де Бордо

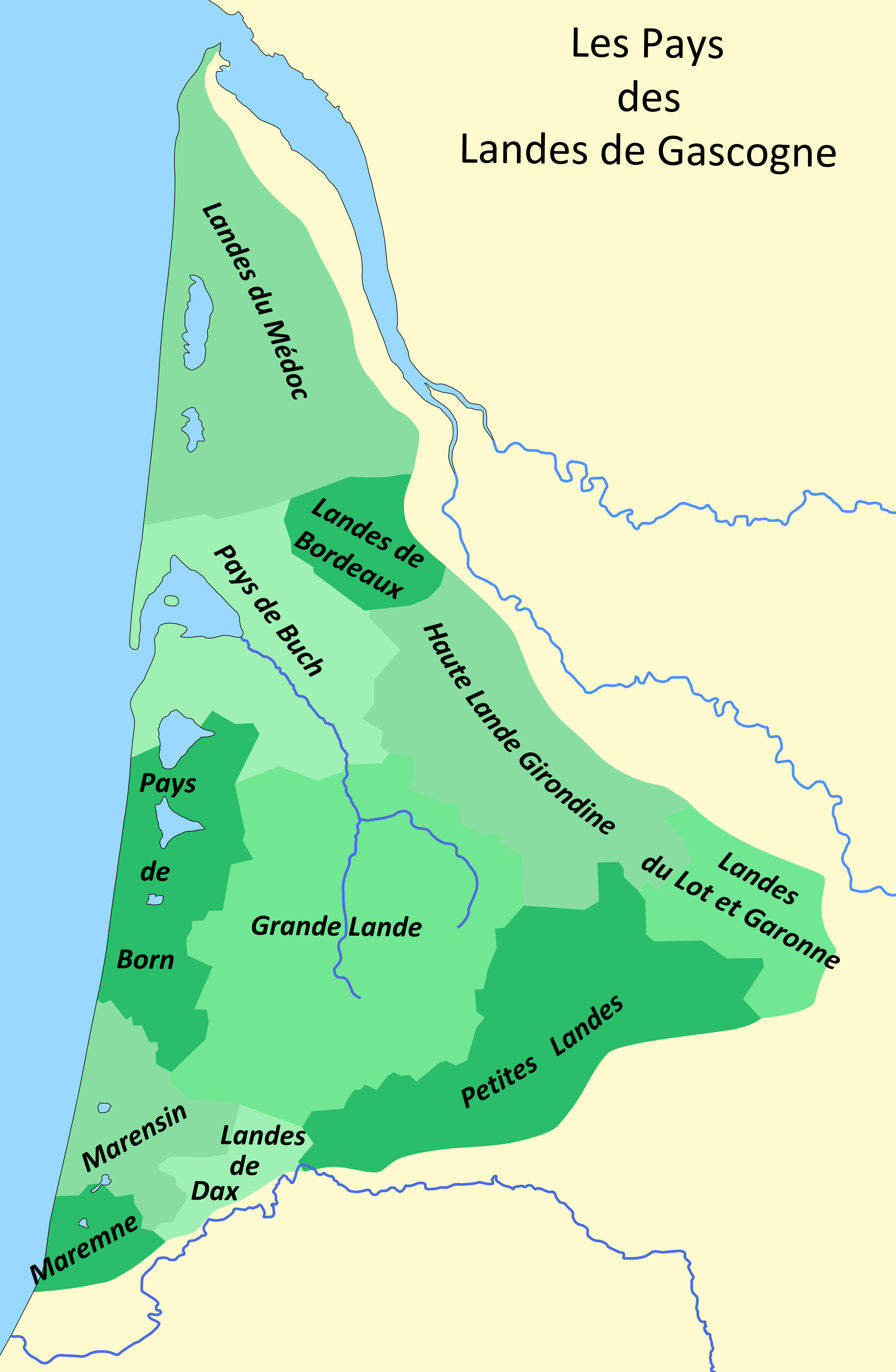
Страна Бюш на карте Гаскони

Пьер Аманьё де Бордо (фр. Pierre Amanieu de Bordeaux, гаск. Pey-Amanèu de Bordeaux, около 1255 — не ранее 21 мая 1300) — первый капталь де Бюш (с 1274).
Родился ок. 1255 года. Сын гасконского дворянина Пьера де Бордо.
20 мая 1274 года Пьер Аманьё де Бордо через своего опекуна Альмавинуса де Борезио (фр. Almavinus de Baresio) подтвердил себя держателем в качестве фьефа всех владений короля Англии в Стране Бюш.
В документе от 12 июня 1288 года упоминается с титулом капталя де Бюш фр. (Miles Capitalis de Bogio).
Был женат дважды, но детей не оставил. Завещание датировано 21 мая 1300 года.
Ему наследовал сначала племянник — Пьер де Бордо (ум. не позднее 1307), а потом его сестра Ассалида и её муж Пьер II де Грайли.